# Анна Пропошина
Анна Пропошина (латис. Anna Propošina; нар. 28 листопада 2000, Лієпая, Латвійська РСР) — латвійська футболістка, півзахисниця лієпайського «Металургса» та жіночої збірної Латвії.

## Клубна кар'єра
Футбольну команду розпочала в лієпайському «Металурсі», де вона була підвищена до основної команди у сезоні 2009/10 років.
У січні 2011 року покинула Латвію й перейшла в команду польської Екстракляси «Погонь» (Щецин).
Влітку 2012 року повернулася до Латвії й підписала контракт з ризьким «Сконто». У футболці столичного клубу дебютувала 11 серпня в матчі кваліфікації Ліги чемпіонів УЄФА проти МТК (Будапешт). Провела один сезон у «Сконто» й влітку повернулася до «Металургса».

## Кар'єра в збірній
Дебютувала на міжнародному рівні під час підготовки до Балтійського кубку 2010 року. Виступала в кваліфікації чемпіонату світу 2019 року.